# 日本BS放送
日本BS放送株式会社（にほんビーエスほうそう、英: Nippon BS Broadcasting Corporation）は、BSデジタル放送を行っているビックカメラグループの衛星基幹放送事業者である。
2007年（平成19年）12月1日より、「BS11デジタル」の名称で無料のBSデジタルハイビジョン放送を開始した。リモコンキーIDは名称通り「11」。
新聞のテレビ欄には「BS11 イレブン」（2011年（平成23年）3月31日までは「BSイレブン」、2016年（平成28年）5月31日までは「BS11」）と表記されている。

## 概要
当局は、東京キー局系BSデジタル放送局とは異なり、最初から標準テレビジョン放送局として開局したわけではなく、会社設立当初はデータ放送を「知求チャンネル」の名称でBSデジタル放送と東経110度CSデジタル放送において行なっていた。データ放送用の帯域であるため低画質ではあったが動画放送も行っていた。
2004年（平成16年）4月、総務省に認定の再申請を行い、CS放送においてデータ放送の代わりに標準テレビジョン放送を行う内容の認可を受けた。これに伴い同年9月28日にCSチャンネルをデータ放送から標準テレビジョン放送へ移行した。
さらに、同じくBSデジタル・CSデジタルにおいてデータ放送を行っていた毎日新聞社・角川書店出資のメガポート放送と2005年10月1日付で合併し、2005年（平成17年）12月、BSデジタルハイビジョン放送の委託放送事業者認定を受け、2007年12月1日にNHKアナログハイビジョン終了後の帯域を用いて、「BS11」としてBSデジタルハイビジョン放送を開始した。
その後BSデジタルハイビジョン放送事業に経営資源を集中するため、CS放送は2006年（平成18年）11月30日で廃止し、BS放送999chで行われていたデータ放送のサービスも、同様の理由により2007年（平成19年）9月30日24時をもって終了した。
開局時には数名の契約アナウンサーを採用し、当時本社があったパレスサイドビル4階（同じフロアに毎日新聞東京本社編集局がある）にニューススタジオ（通称・竹橋スタジオ、2007年〈平成19年〉9月完成、毎日映画社が設置・所有、ハイビジョン対応）を設け、2015年まで使用していた。また、開局から新本社スタジオ使用開始前までの間、ニュース以外の番組は、東京都千代田区神田練塀町3番（秋葉原）の富士ソフト秋葉原ビル内にあるアキバ映像スタジオ（ハイビジョン・3D立体映像対応、バーチャルスタジオ）を借りて使用していた。
2008年（平成20年）3月17日、本社を東京都千代田区神田駿河台二丁目5番地（御茶ノ水駅近く）の文化学院旧校舎跡に建設中の14階建ての新本社ビルへ移転し、同年3月31日から新本社のスタジオの使用を開始した。
日本新聞協会、日本民間放送連盟（民放連）に加盟している。民放連へは、会社設立から11年半を経て加盟を果たしている。
開局当初は、各社自主放送との「ショップチャンネル枠かぶり」を理由に、J:COMやスカパー!光（フレッツ・テレビを除く）などの一部のケーブルテレビ局や光放送では再送信が行われていなかったが、J:COMでは一部の局を除き2010年11月1日から再送信を開始した。

### 売上
本放送から9か月時点の2008年8月期決算は、売上高約23億円、経常損失約15億円で、売り上げの伸び悩みと制作費の超過が目立ち、認知度向上と黒字化を課題とした。
2010年（平成22年）に入ると、他のBSデジタル局とともに好況な話題が目立つようになる。8月期決算で初の単年度黒字を達成し、減資によって累積赤字を一掃。その上で同年内に35億円の増資に踏み切り、2011年には大幅改編などを行って攻めに転じる姿勢を表明した。2010年以降は黒字計上を続け、2012年（平成24年）の8月期決算は売上高約62.5億円、経常利益約9億円となっている。2014年度の売上高は78.69億円となり引き続き好調を維持している。

## 沿革
- 1999年（平成11年）
  - 8月23日 - 日本ビーエス放送企画株式会社設立。
  - 12月 - 商号を日本ビーエス放送株式会社に変更。
- 2000年（平成12年）12月1日 - BSデジタル999chにてデータ放送「知求チャンネル」を開始。
- 2002年（平成14年）4月1日 - 110度CSデジタルにてデータ放送開始。プラットフォームはプラット・ワン。
- 2004年（平成16年）
  - 3月1日 - CSデジタルのプラットフォームをスカイパーフェクTV!110に変更。
  - 9月28日 - CSデジタルでの放送を、データ放送から標準テレビジョン放送に移行（後述）。
- 2005年（平成17年）10月1日 - メガポート放送を吸収合併。
- 2006年（平成18年）11月30日 - CSデジタルでの放送を終了。
- 2007年（平成19年）
  - 2月28日 - 商号を日本BS放送株式会社に変更。
  - 9月30日 - BSデジタル999chでのデータ放送「知求チャンネル」を終了。
  - 11月15日 - 10:00からBSデジタル211chにて試験電波を初めて発射。
  - 11月21日 - 総務省関東総合通信局がBSデジタル放送の地球局の免許を交付。
  - 12月1日 - 8時より開局事前番組『HUMAN COUNTDOWN』にて実質的に放送を開始。10:59、BSデジタルにて高精細度テレビジョン放送を開始。開局時に放送された番組は『未来へのトンネル and you』。当時開通前であった首都高速中央環状線山手トンネルの工事現場から中継を行った。
- 2008年（平成20年）
  - 3月17日 - 本社を学校法人文化学院と共同建設のビルへ移転。
  - 3月31日 - 新本社スタジオの使用を開始。
  - 7月5日 - ダビング10放送を開始。
- 2009年（平成21年）1月30日 - データ放送のうち、ニュース・天気等のポータル情報サービス（独立データ放送）を終了（番組連動データ放送は継続）。
- 2010年（平成22年）
  - 3月18日 - 日本民間放送連盟（民放連）の理事会において、日本BS放送の入会が承認される。
  - 4月1日 - 民放連正式加盟。
  - 5月16日 - 浅草三社祭実況中継で、日本初の3D映像による生中継を実施。
  - 9月13日 - 日本中央競馬会（JRA）と共同で、2011年（平成23年）1月より『中央競馬中継』（仮称）をキー局系地上波・BSの中継をしていない時間を利用して放送することを発表。
  - 11月 - 正式番組名『BSイレブン競馬中継』と放送開始日・時間などの詳細情報が公開された。
  - 12月15日 - 民事再生手続き中の中堅出版社・理論社（旧理論社）から同社の事業一切を譲り受ける事となり、受け皿会社として、理論社（日本BS放送の完全子会社）を設立[13]。
- 2011年（平成23年）
  - 1月11日 - 理論社、旧理論社から同社の事業一切を授受。
  - 4月1日 - 「BS11デジタル」の名称使用を終了、一般呼称を「BS11」に変更、ロゴなど変更。
  - 6月30日 - 番組「“自”論対論 参議院発」の出演者26人全員が自民党員だったことについて、放送倫理・番組向上機構が意見書を公表した[14][15]。
  - 10月 - この月よりBSパワー調査に参加し、民放系BSデジタル5社と同等の条件で接触率を測定するようになる。
- 2012年（平成24年）7月 - 理論社を事業譲渡。同社は別のビルに移転。
- 2014年（平成26年）3月12日 - 東京証券取引所第二部に上場。証券コードは「9414」。
- 2015年（平成27年）
  - 3月 - マスコットキャラクターの名前が「じゅういっちゃん」に決定。
  - 3月12日 - 東京証券取引所第一部に指定替え。
- 2018年（平成30年）
  - 1月 - 理論社を再度子会社化する。また新たに国土社も子会社化する。
  - 10月 - 一部番組で字幕放送開始。
- 2019年（平成31年）
  - 4月1日 - ひかりTVへの配信を開始。
- 2022年（令和4年）
  - 4月4日 - 東京証券取引所の市場区分見直しにより、東京証券取引所の市場第一部からスタンダード市場に移行。
  - 7月20日 - 定額制動画配信サービス[注 3]「BS11+」を開始[16]。
- 2023年（令和5年）
  - 5月24日 - 民放公式の無料動画配信サービス「TVer」での見逃し配信を開始[17]。

## チャンネル内訳

### 放送中
チャンネル名は「BS11イレブン」。
テレビ放送
- 論理チャンネル枠：21x
  - BS211ch
- リモコンキーID：11[注 4]

2011年3月31日までの名称は「BS11デジタル」。
BSデジタルハイビジョン放送移行後は、ハイビジョンテレビ放送に特化した体制になっている 。総務省より与えられた帯域は18スロットでマルチ編成は行っておらず、単独チャンネルでの高画質放送（1920×1080ピクセル）を行っている。
長らく無料民放局では唯一字幕放送を行っていなかったが、2018年10月1日より字幕放送を開始した。

### 放送終了

#### BSデジタル放送
独立データ放送
- 論理チャンネル枠：99x
  - BS997ch - 双方向会員登録用チャンネル
  - BS998ch - BSショッピング（ビックカメラの通販コーナー）
  - BS999ch - 知求チャンネル（2007年9月30日で放送終了）

この他、合併したメガポート放送からGガイド（EPG）サービス用チャンネルの908chを引き継ぎ放送していたが、2006年8月1日にビーエス・アイ（BS-i、現・BS-TBS）へ移管、同社が768chとの同一内容で放送していた。2011年7月24日に放送終了し、Gガイドは768chに完全移行された。

#### 東経110度CSデジタル放送
- 990ch - 生活スタイルTV（2006年11月30日で放送終了）
- 991ch - SHOP&TV5（2006年11月30日で放送終了）

昼間は通販番組、夜間（18:00〜翌朝3:00）はフランスの国際放送・TV5を放送。

### 放送局概要
データ放送は2000年の開局当初（知求チャンネル時代）から実施している。当初はニュース・大都市圏の交通情報・天気予報などを放送していたが、後に廃止された。ただし『宝くじドリームサテライト』での宝くじ（ナンバーズ・ロト6）当選番号表示や、JRA競馬中継時のオッズ等の各種情報表示に関しては、極めて厚く行う。なお、デジタルラジオ放送は行ったことがない。
かつてのステーションコンセプト「ゆったりじっくりオトナチャンネル」（Mature & Sophisticated Channel）が示す通り、基本的には50代以上の視聴者を主なターゲットとしている。「テレビの原点に立ち返る」という編成方針で、ニュース・報道コンテンツやトーク番組が比較的多いのも特徴である。一方では、全国放送かつ地上波民放キー局を親会社に持たない、という特性を活かし、地方在住の10〜20代をターゲットにした「深夜アニメの大量投入」方針も明確である。また、独自の報道部門（報道局）を持っており、これは独立系民放局としては極めて珍しい。
放送時間は、開局当初は原則として毎日3:00 - 4:00を除く23時間放送だったが、2008年3月31日からは毎日4:00基点の24時間放送（月曜 3:00 - 4:00を除く。その後2010年4月から休止時間が月曜 4:00 - 5:00に変更、2014年4月から3:30 - 5:00、同年10月からは3:00 - 5:00、2015年4月からは4:00 - 5:00に放送休止）となっている。タイムテーブルでは月曜4:00 - 4:01に「エンディング」、4:59 - 5:00を「オープニング」としている）。
通販番組も原則的にはハイビジョン放送である。なお、2008年4月から気象警報の速報テロップ表示を地域を問わず行っていたが、2011年7月より掲出は中止された（民放BSデジタル放送では、BS朝日が全国の気象速報掲出を従前より行っており、トゥエルビが東日本大震災後、全国気象速報掲出を開始した。その後、BSジャパン〈現・BSテレ東〉、Dlife〈2019年のデータ放送開始と同時にテロップ掲出は中止〉でも送出を開始している）。地震情報テロップは震度4以上を表示している（トゥエルビ、Dlifeも同様。なおキー局系BSでは震度3以上を表示している）。
主な受賞歴に『北斎ミステリー幕末美術秘話 もう一人の北斎を追え!』で2018年日本民間放送連盟賞番組部門テレビエンターテイメント番組で最優秀賞を受賞した。同局が日本民間放送連盟賞を受賞するのは初めてだったほか初めて中央審査に進んだ番組がいきなり最優秀賞を受賞する快挙だった。また、『BS11開局15周年スペシャルドラマ「恋は50を過ぎてから」』が2023年日本民間放送連盟賞番組部門テレビドラマ優秀賞を受賞した。

### 編成
前述の通り、初年度に大きな赤字を出したこともあり、コストのかかる生放送重視路線を転換。開局時の目玉番組『大人の自由時間』を終了させ、外部調達を強化した。ブーム以前から注力してきた韓流ドラマやショップチャンネルのサイマル放送枠を拡大したり、FOXインターナショナル・チャンネルズと提携し常設枠「FOX11」を設置（その後、FOXがライバル局のビーエスFOXを開局したため提携は解消され、放送終了）、さらに地上波キー局、準キー局制作の過去放送ドラマや、地上独立テレビ局制作の番組（東名阪ネット6との共同制作やネット番組を含む）、CS放送で放送された番組なども積極的に取り入れている。
自社制作では、JRA競馬中継や住之江競艇などの公営ギャンブル中継にも参入。紀行、演芸、音楽、トークバラエティー、ドラマなどを複合した大人向けの「総合エンターテインメント路線」に舵を切っている。さらに、アニメマニア向けのコンテンツを、深夜枠に連日積極的に編成している。
業績の大幅な改善により、自社制作番組枠は、2011年4月改編を境に再び増加している。また、全番組に占める通販の割合は2011年10月時点で45%程度であったが、2011年7月に放送法が改正されたことを受け、通販番組を30%まで減らす方針を表明した。
また、2011年10月よりBSパワー調査に参加したことで、それまで同社が想定していた視聴者層と実際の視聴者層に乖離が生じていることが（特に居住地域の想定が異なり、大都市圏より地方での視聴者層の方が広かった）判明したとして、2012年4月改編においては看板番組の『INsideOUT』の放送時間前倒しやプロ野球中継からの完全撤退など、大幅に編成方針を変更し、「ゾーニング編成の徹底」を主軸とした改編を行うなど、2012年現在も編成に関しては入れ替えを重ねている。2013年4月改編では大幅な改編はなかったが、逆にエンターテインメント番組の制作が減少し、紀行番組の制作に力を入れるようになった。また、当局が力を入れているアニメに関しては、月曜日を除く24時台が深夜アニメ枠「ANIME+」の放送で統一、続く同年7月期には残る月曜日にも同枠を新設し、更に同年10月期には全ての曜日の24時台が同枠「ANIME+」で統一された。

### 報道局
無料BS放送局（地上波キー局系含む）としては異例とも言える「報道局」を社内に維持しており、政治報道番組には開局当初から一定の時間枠と取材力を割く。重要政局や国政選挙前後には特別番組を編成するなど、一貫して力を入れている。党首クラスを含むその時々の注目の政治家や、地上波に出演しない（できない）政治家、政治活動家、ジャーナリストの出演も目立ち、番組内での発言は、全国紙や通信社など他のメディアで報道されることもしばしばである。毎日新聞系のメガポート放送が前身の一つであるため、報道番組が毎日新聞の協力を得ている。

### スタジオ
- 御茶ノ水スタジオ - 本社にあるスタジオ。第1・第2スタジオがあり、第1スタジオは3D立体映像対応のスタジオで、バーチャルスタジオとなっている。また、 開局時からニュースルームとして使用していた通称・竹橋スタジオ（毎日新聞東京本社社屋｟パレスサイドビル4階｠毎日映画社管理・所有）が、本社移転に伴い廃止となり、2015年よりBS11ビル12階に新たにスタジオを設置している。

### その他
2010年代前半頃までは通販番組など一部の番組を除き、番組開始時にはCIのCMが放送されていた（15秒）。
開局当初〜2011年3月までの内容は、画面左半分に「BS」と表示し、右半分に人物シルエットのアニメーションからBS11の「11」に変化するもの。映像には以下の4パターンがあり、おおむね番組のジャンルごとに使い分けられてきた。CM明けにも後半の5秒間が流れた。
- 男女2人が公園を歩き、木に止まっているウグイスの鳴き声に足を止める。
- 駅で男性が階段を急いで駆け上がるが、電車に乗り遅れ、時間を気にしていると、階段を降りてきた男性の上司らしき人と会い、お辞儀する。
- バス停で急に雨が降り、傘を持ってきていない女性に後ろから男性が自分の傘を差し出す。
- いろいろな人々が行き交う中、男女の2人がばったりと出会う。

なお、上記のアニメーションは放送開始・終了時にジャンクションとして全パターン放送されていた。
この他、鈴木一泰（プロ野球選手・イチローの実兄）デザインのキャラクター「BEAMO」（赤いシルクハットの様な姿をしたキャラクター）が跳びはねた後に「ゆったりじっくりオトナチャンネル」というキャッチフレーズが表示される5秒CMもあった。
2011年4月よりCIが変更され、公式マスコットキャラクター「じゅういっちゃん」のアニメーションになった。テレビ業界に関する自虐的なセリフが数十パターンあるのと、耳が「11」をかたどっているのが特徴である。同時にウォーターマークのロゴも変更され、開局以来「11」にアンダーラインを引いた赤文字だったロゴが、「BS11」と書かれた大きめの白文字となった。また番組の制作・著作クレジットの局名表記も「日本BS放送」から「BS11」に変更された。受信機表示アイコンはCI変更から約半年遅れて9月14日に変更された。2014年10月にCIが再度変更、オリジナル曲をBGMに前述のウサギが踊るアニメーションに「チャンネルはそのまま!」「まもなく始まるよ!」などメッセージが表示される映像となっている（2010年代末頃からは滅多に放送されていない）。なお、CI変更当初と名称公募以降とでは声が違っている。
番宣CMでは原則として画面右上もしくは左上に「BS11」のロゴを、「アニメ+」「ANIME+」「キッズアニメ∞」枠の番宣CMではそれのロゴを表示している。

## 資本構成
企業・団体は当時の名称。出典:
株式の6割を保有するビックカメラの影響が強く、ビックカメラ・ソフマップ・コジマの店頭で当局の番宣ポスターを配布したり、コマーシャルにおいてもビックカメラ・コジマの合同CMが頻繁に見られたりしている。また、フィクション以外の番組において、ある程度確保できる番組を除き、最低1社をビックカメラが提供している（CM枠は30秒間が大半）。提供スポンサーが無く、CMが全てパーティシペーションの番組が非常に多いBS民放他局と異なり、BS11の当該番組で提供スポンサーが無い番組は少なめ。

### 2023年8月31日
出典:
| 資本金       | 発行済株式総数 | 株主数 |
| ------------ | -------------- | ------ |
| 41億8699万円 | 17,809,632株   | 23,351 |

| 株主                                   | 株式数       | 比率   |
| -------------------------------------- | ------------ | ------ |
| ビックカメラ                           | 10,930,136株 | 61.37% |
| 日本マスタートラスト信託銀行（信託口） | 435,200株    | 2.44%  |
| テレビ東京ホールディングス             | 210,000株    | 1.18%  |
| 毎日映画社                             | 111,340株    | 0.63%  |
| 吉田知広                               | 108,000株    | 0.61%  |
| 日本カストディ銀行（信託口）           | 103,300株    | 0.58%  |
| 毎日新聞社                             | 98,320株     | 0.55%  |
| アームフィールド                       | 93,300株     | 0.52%  |
| NTTドコモ                              | 80,000株     | 0.45%  |
| 富士フイルムホールディングス           | 80,000株     | 0.45%  |

## 主な番組
生放送番組は、同社公式サイトの番組表やEPGの番組名の最初に「生」と表記されているほか、2008年3月31日からは画面右上に表示されているチャンネルロゴ表示の下側に「LIVE」という文字を添えていたが、ロゴ・ウォーターマークが変更されてからは廃止されている。
- 「[生]」 - 生放送
- 「[再]」 - 再放送番組
- 「[字]」 - 字幕放送実施
- 「[デ]」 - 番組連動データ放送
- 「[解]」 - 解説放送

上記の記号については「[字]」マークを除き、新聞番組表には原則記載されない。

### ニュース・経済
「INsideOUT」「ONZE」等の報道系番組は毎日新聞グループの協力で制作。番組で使用する映像や写真は、毎日新聞や共同通信の撮影したものを使用することが多いが、国会などでは独自に撮影・取材を行っている。
ニュース番組については開局以降、竹橋のニュースセンターをスタジオとして使用してきたが、2014年4月以降はお茶の水本社スタジオに移行している。
| 番組名                                                | 放送日時                  | 備考 |
| ----------------------------------------------------- | ------------------------- | --- |
| 報道ライブ インサイドOUT                              | 月曜 - 金曜 21:00 - 21:54 | [生][デ] 2018年4月2日スタート 第2・4金曜は生放送ではなく、収録での放送となる。                                            |
| 速報ニュース インサイドOUT                            | 月曜 - 木曜 18:54 - 19:00 | [生] 2021年2月1日スタート 2022年3月30日までは月曜 - 木曜 18:54 - 19:03、火曜・水曜 18:59 - 19:03に放送されていた。        |
| NEXT company                                          | 第1水曜 23:00 - 23:54     | 2020年10月7日スタート |
| リベラルタイム                                        | 第2・3水曜 23:00 - 23:54  | 2020年3月28日から2021年11月19日までは、インサイドOUT特別編 リベラルタイムとして第1・3金曜 20:59 - 21:54に放送されていた。 |
| 報道ライブ インサイドOUT 鈴木哲夫の永田町ショータイム | 第5金曜 21:00 - 21:54     | |

### 情報・エンタメ・音楽
開局時には長時間生放送「大人の自由時間」を局の目玉番組の一つに据えるなどエンタメ番組を重視していたが、現在はラインナップを絞り込んでいる。
| 番組名                         | 放送日時                                           | 備考 |
| ------------------------------ | -------------------------------------------------- | --- |
| 宝くじドリームサテライト       | 月曜 - 水曜・金曜 20:58 - 21:00 木曜 20:57 - 21:00 | [デ] |
| 今日のえほん                   | 最終月曜 21:52 - 22:00                             | |
| なすなかにしのゲームキングダム | 火曜 23:00- 23:30                                  | |
| 若手人気スター歌謡ショー       | 木曜 20:00 - 20:57                                 | 2024年4月4日スタート                                                                                           |
| For JAPAN -日本の未来がココに- | 金曜 18:00 - 18:30                                 | |
| Anison Days                    | 金曜 20:00 - 20:30                                 | 2023年3月31日までは金曜 22:00 - 22:30に放送されていた。 なお、セレクションは木曜 1:00 - 1:30に放送されている。 |
| アニゲー☆イレブン!             | 金曜 20:30 - 20:58                                 | 2023年3月31日までは金曜 22:30 - 23:00に放送されていた。                                                        |
| 耳より!Bizトレンド             | 金曜 21:54 - 22:00                                 | |
| 偉人・敗北からの教訓           | 土曜 21:00 - 21:55                                 | 偉人・素顔の履歴書の後番組。 2024年3月30日までは土曜 20:00 - 20:55に放送されていた。                           |
| 22/7 計算外                    | 土曜 23:00- 23:30                                  | |
| 大人のバイク時間 MOTORISE      | 日曜 22:00 - 22:30                                 | |
| 歌で聴く絵本「ようかいむら」   | 不定期水曜 23:54 - 24:00                           | |
| おやじ京都呑み                 | 不定期                                             | |
| 日めくり3分間名画の旅          | 不定期                                             | |
| 気になる食材レシピ             | 不定期                                             | |
| 演歌百撰                       | 不定期                                             | |
| BS11 テレビショッピング        | 土曜 15:00 - 15:30                                 | |
| 植田鳥越 口は○○のもと          | 水曜 0:00 - 0:30                                   | |

### ドラマ
開局以来、韓国ドラマを中心とした海外ドラマを放送してきたが、2012年4月期からは、かつて地上波局で放映された国内ドラマも放送している。2012年からしばらくは、現代劇を月曜から木曜の19時台に曜日別に放送していた。
2020年4月改編より中国ドラマと台湾ドラマ、2021年1月改編よりヨーロッパドラマの放送比率が増えており、韓国ドラマの放送比率が大幅に減少している。海外ドラマは2か国語放送ではなく、全てオリジナル言語のみと字幕スーパー版で放送される。
2023年10月よりU-NEXTにて配信されている韓国ドラマを厳選し、『韓流セレクション Supported by U-NEXT』として放送している。
| ジャンル         | 番組名                                             | 放送日時                          | 備考               |
| ---------------- | -------------------------------------------------- | --------------------------------- | ------------------ |
| 国内ドラマ       | 花嫁のれん 第1シリーズ                             | 月曜 - 金曜 11:29 - 12:00         | 東海テレビほか制作 |
| 国内ドラマ       | 橋田壽賀子脚本ドラマ ほんとうに                    | 月曜 - 木曜 16:59 - 17:55         | TBSテレビほか制作  |
| 国内ドラマ       | 刑事吉永誠一 涙の事件簿                            | 火曜 18:00 - 18:54、19:00 - 19:55 | テレビ東京ほか制作 |
| 国内ドラマ       | 娼婦と淑女                                         | 金曜 - 日曜 5:00 - 5:30           | 東海テレビほか制作 |
| 国内ドラマ       | ねこ物件                                           | 火曜 23:00 - 23:30                |                    |
| 海外ドラマ       | アガサ・クリスティー ミス・マープル シーズン2      | 木曜 18:00 - 18:54、19:00 - 19:55 | イギリスドラマ     |
| 海外ドラマ       | ヴェラ〜信念の女警部〜 シーズン2                   | 土曜 - 日曜 8:00 - 9:00           | イギリスドラマ     |
| 海外ドラマ       | バルタザール 法医学者捜査ファイル シーズン2        | 土曜 - 日曜 9:59 - 10:55          | フランスドラマ     |
| タイドラマ       | I Promised You the Moon ～僕の愛を君の心で訳して～ | 日曜 25:10 - 26:00                | タイドラマ         |
| 韓国・中国ドラマ | 宮廷恋仕官～ただいま殿下と捜査中～                 | 月曜 - 金曜 10:00 - 11:00         | 中国時代劇         |
| 韓国・中国ドラマ | 風起花抄～宮廷に咲く琉璃色の恋～                   | 月曜 - 金曜 13:00 - 14:00         | 中国時代劇         |
| 韓国・中国ドラマ | ごはんに願いを～人生逆転レストラン～               | 月曜 - 金曜 14:29 - 15:30         | 韓国ドラマ         |
| 韓国・中国ドラマ | 萌医甜妻～ボクの可愛いお医者さん～                 | 火曜 - 土曜 4:00 - 5:00           | 中国時代劇         |

### アニメ
BSの無料民放局では最も多くのアニメを放送している。外部でアニメプロデューサーを務めていた大和田智之を開局時に迎えており、新作の深夜アニメ（UHFアニメ）の放送や旧作の再放送にも力を入れ、地上波放送ではTOKYO MXでしか放送しなかった作品のほか、『黒子のバスケ』シリーズや『アオハライド』などのように製作委員会に積極的かつ果敢に参加している（制作委員会に参加した作品はBS11のテレビアニメを参照）。アニメを成長への5本の矢として捉えており、「アニメといえばBS11」と今後も重点的にアニメ番組に出資していく方針を示している。但し、旧作については2018年4月改編より枠が縮小されている。
「部屋を明るくして離れて見るよう」注意テロップについては、深夜（ANIME+）は漢字表記で、夕方（17時台から19時台）ではひらがなとカタカナで表記される。深夜アニメにもこの注意テロップを表示している。
| 番組名             | 放送日時                 | 備考                                                 |
| ------------------ | ------------------------ | ---------------------------------------------------- |
| ANIME+             | 当該項目を参照           |                                                      |
| アニメ+            | 金曜・土曜 19:00 - 20:00 | 全4作品のアニメを放送 ガンダムシリーズを中心に放送。 |
| しまじろうのわお!  | 土曜 18:30 - 19:00       | テレビせとうち制作、10時間遅れ                       |
| アニナビ☆イレブン! | 不定期                   | 番宣番組、改編期に放送                               |

### 紀行・教養・ドキュメンタリー
多くがゴールデンタイムに放送されており、現在の主力ジャンルである。地上波ローカル局で遅れネットされることもある。
| 番組名                                                          | 放送日時                                           | 備考 |
| --------------------------------------------------------------- | -------------------------------------------------- | --- |
| ディスカバリー傑作選                                            | 月曜 - 木曜 19:03 - 19:55 土曜・日曜 21:00 - 21:55 | 2019年10月9日までは土曜・日曜 20:00 - 20:55、21:00 - 21:55に放送されていた。翌日より現在の放送体系にリニューアル。 曜日毎に下記番組を放送。（2022年4月現在） 月曜：地球の過去と未来 火曜：大解剖!世界歴史建築ミステリー（Blowing Up History） 水曜：解明・宇宙の仕組み（How the Universe Works） 木曜：ジャーダのホームクッキング 土曜：名車再生!クラシックカー・ディーラーズ（Wheeler Dealers） 日曜：ファスト＆ラウド（Fast N' Loud） |
| 京都浪漫 悠久の物語                                             | 月曜 20:00 - 20:53                                 | [字] KBS京都・BS11の共同制作 2020年10月2日までは金曜 20:00 - 20:53に放送されていた。 |
| 太田和彦のふらり旅 新・居酒屋百選                               | 第1水曜 20:00 - 20:53                              | [字] 2020年9月28日までは、月曜 20:00 - 20:53に放送されていた。 |
| 京都画報                                                        | 第2水曜 20:00 - 20:53                              | KBS京都・TOKYO MX・BS11の共同制作 KBS京都より8日遅れ、TOKYO MXより3日遅れ。 |
| [再]世界の国境を歩いてみたら…                                   | 不定期                                             | |
| にっぽん!推し活ライフ～トキメキ熱中女性たち～                   | 不定期                                             | |
| 一生に一度は浸かりたい!世界湯めぐりの旅                         | 不定期                                             | |
| ZERO HOUR                                                       | 不定期                                             | |
| 中山秀征の楽しく1万歩! 街道びより                               | 毎週火曜日 20時 - 20時53分                         | 中山秀征の楽しく1万歩! 小京都日和の後番組。 |
| 桜前線（西暦）全国キャスターリレー!                             | 毎年3月 - 4月の桜が開花する時期 21:54 - 22:00      | 全国各地の放送局（系列問わず）との共同制作（放送はBS11のみ）。各局のアナウンサー・キャスターが桜の名所を紹介する。 |
| TrainsJapan                                                     | 不定期                                             | |
| ドキュメント 戦略経営者 ～未来を切り拓く 経営者と税理士の挑戦～ | 不定期                                             | |

### スポーツ
現在は公営競技の中継に力を入れており、2011年からは、地上波独立局が放送してきたJRA競馬中継の放映権を獲得、全国放送を行っている。
先述の通りかつては、プロ野球（主に楽天、ロッテ主催試合）を2008年のシーズンの途中から2011年のシーズン終了まで中継していたが、BCリーグ（群馬、新潟主催試合）も2008年のみ中継していたことがある。
2021年10月10日には、スタンレーレディースゴルフトーナメントの決勝ラウンド最終日を19:00～21:00まで録画中継した。開局以来初めてJLPGAツアーの中継を行った。
| 番組名                                                                         | 放送日時                                                         | 備考 |
| ------------------------------------------------------------------------------ | ---------------------------------------------------------------- | --- |
| BSイレブン競馬中継（中央競馬中継）                                             | 土曜 - 日曜 （第1部）12:00 -14:30 or 15:00 （第2部）16:00 -17:30 | [生][デ] 原則として枠内で放送するが、他民放キー局系競馬中継と時間が重ならないように放送                           |
| 諸見里しのぶ 実践 ゴルフテク!                                                  | 土曜 18:00 - 18:30                                               | 諸見里しのぶのゴルフ番組。2021年9月26日までは、日曜 18:30 - 19:00に放送されていた。                               |
| うまナビ!イレブン                                                              | 土曜 22:30 - 23:00 日曜 23:00 - 23:30                            | |
| [生]BS11CUP 全日本eスポーツ学生選手権大会                                      | 年1回                                                            | 2019年(第2回)より決勝戦を生放送。                                                                                 |
| [生]BS11オートレース中継                                                       | 不定期                                                           | 2015年から2021年までは毎年12月31日のスーパースター王座決定戦のみ放送。 2022年はオートレースグランプリも放送予定。 |
| [生]Boat Race Live SUMINOE〜BSイレブン住之江ボートレース中継〜                 | 不定期                                                           | |
| [生]BOAT RACE プレミア                                                         | 不定期                                                           | TOKYO MX制作 |
| BSイレブンソフトボール中継                                                     | 不定期                                                           | ビックカメラ高崎BEE QUEEN戦を中心に放送                                                                           |
| スタンレーレディースゴルフトーナメント                                         | 2021年10月10日 19:00 - 21:00                                     | 決勝ラウンド最終日のみ録画中継。開局以来初めてのJLPGAツアーを中継。                                               |
| We are STRDOM!!～世界が注目！女子プロレス～                                    | 火曜 23:30 - 24:00                                               | 女子プロレス団体スターダムの情報番組。2022年1月スタート。                                                         |
| WBSC U-18 ベースボールワールドカップ                                           | 年1回                                                            | 同局では久しぶりの硬式野球中継であり初めての高校野球中継。2021年まではBS朝日、テレビ朝日系列で中継していた。      |
| アース・モンダミンカップ                                                       | 2024年6月22日・23日 20:00 - 21:55                                | 同局では3年ぶりのJLPGAツアーを中継。当局では、決勝ラウンドのみ中継。BSJapanextでも15:00 - 20:00まで全日程中継。   |
| WEEKLYワールドサッカー Supported by U-NEXT ～プレミア・ラリーガ ダイジェスト～ | 木曜 23:00 - 23:30                                               | U-NEXTが配信権を持つプレミアリーグとラ・リーガのダイジェスト。                                                    |

### 通販番組
- ショップチャンネルお買物エンタテイメント（ショップチャンネルのサイマル放送 月 - 金曜 7:00 - 10:00、12:00 - 13:00、22:00 - 23:00、水 - 金曜 6:00 - 7:00、金 - 月曜 2:00 - 3:00他）［生］
- ショッピング情報
- 音楽のある風景（第3週の 火 - 月曜2時台 - 3時台）
- ビックカメラLIVEショッピング（不定期）

## 終了した番組

### 3D立体映像放送
BS11では、通常のハイビジョン放送とは別に3D立体映像（以下“3D”）放送を家庭に普及拡大することを目指しており、開局時から2009年3月まで日本初の3D番組『3D立体革命』を放送していた（後に『3Dプラネット』『リフレッシュ3D』を放送）。2008年夏からは3D映像に対応したスポーツ中継や映画を放送する準備を進めているとの報道もあったが、その後は独自に制作した短いコンテンツのみを放送した。2010年5月16日、特別番組『3D挑戦!三社祭TV』にて、NHKメディアテクノロジーの技術協力で日本初の3D立体映像による生放送を実施。しかし2015年9月30日深夜をもって『3D紀行』を終了したため、無料民放局での3Dの定時番組はなくなった。
BS11における3D映像は、左目用と右目用それぞれにカメラを撮影し、いわゆる立体視（ステレオペア）の方法を用いて3D映像化を行う「サイド・バイ・サイド」方式を採用していた。この3D映像は、現行の仕様ではハイビジョン映像にはならない。放送方式としては、NHKメディアテクノロジーが開発したMT式を採用している。また、3D番組の前に自動識別信号を送出している唯一の局でもあった。
一般的なテレビで3D放送を見ても、左・右用の映像が2画面縦長に映るだけで立体には見えない。このため、専用の受像機とメガネが必要となった。
- 3D立体革命
- 3Dプラネット
- 3Dの世界
- 3Dシアター
- 3D紀行 ※月曜 - 金曜 28:24 - 28:30

### 報道・バラエティ
- 世界のライブカメラ earthTV（定時生番組 世界各地に設置しているライブカメラからの天気中継）
- DWジャーナル
- ROVIN
- ロバート・ハリスのとーくセッション
- 中村泰士のe!仲間
- ニッポンの頭脳
- 耽美イズム〜高野育郎の世界〜
- いまこそはっぴぃ55+
- 森田健作ようこそ青春!
- MOTOR STATION
- MOVIE PORTE（映画予告のみを放送する番組）
- 京と美保のアンチエイジングフィットネス
- 陽炎の彼方へ 21世紀のシルクロードに挑んだ男たち（開局記念スペシャル）
- 検証!機動戦士ガンダムの世界〜宇宙世紀への道〜（開局特番）
- 鑑真
- ボイス・オブ・チャイナ
- スロットカーズGP
- 快眠情報「夢＊楽園」（丸八真綿のインフォマーシャル）
- こうちゃんの幸せ!ガスクッキング
- ムービーコンシェルジュ（ドラマ・映画などのDVD紹介番組）
- 歴史のもしも
- BS11特選映画劇場
- 高野悦子 名画劇場（過去に岩波ホールで上映した映画を放送した）
- 不動産王（Wコロン、時東ぁみが司会の生放送番組）
- サプリのチカラ
- はたらくげんき
- 超最先端エンタメ情報番組 TOKYOブレイクする〜!
- News Earth 11
- ちきゅう遊び
- アキバ100人アイドル ヴィーナスファイト
- 青春グラフティー倶楽部（チバテレビ制作）
- money café（内藤忍、佐藤まり江が出演の初心者向けマネー番組）
- 大人の自由時間
- 東京マーケットTODAY（2007年12月 - 2009年10月2日）
- いつでも会える・君のためにできるコト
- 伊集院光のばんぐみ
- 伊集院光のしんばんぐみ
- メタル侍
- DLE HOUR
- 全開!女子力!![注 17]
- 西川のりおの人間政治家に迫る!!
- 秋葉系アイドルチャンネル
- 石川和男のひざづめ談義 社会保障編
- アロハ天国3
- MUSICA〜音のおもてなし〜
- 本格闘論FACE
- テリー伊藤の月に吠えろ
- 柳家喬太郎の粋ダネ!
- 自転車紀行 チャリ散歩
- サイエンス倶楽部・スタンバイ
- はるな愛の愛されごはん
- 四国遍路寺〜同行二人〜
- 旅ペディア〜ハワイ編〜
- virtual trip
- 真・週刊コミックTV+
- 報道原人
- TOKYO「萌」探偵
- 知里のミュージックエッセンス（チバテレビ制作）
2010年6月 - 9月は日曜 16:30 - 17:00、10 - 12月は7時間繰り下げ。BS11での最終放送は同年大晦日 0:00 - 0:30で、2011年以降は制作局チバテレビとスカパー!・歌謡ポップスチャンネルで継続。
- ベスト・オブ・ドキュメント
- 堂々たる政治、凛とした日本
- 田中康夫のにっぽんサイコー!（チームニッポン制作）
- 石川和男の霞ヶ関ツイート
- ジュピターの英雄
- QUEEN'S PAD
- 本番前@控室
- 世界は今―JETRO Global Eye
- Leader & Innovation 賢者の選択
- マジックチャンネル
- 太鼓ちゃんねる
- 玉袋筋太郎のナイトスナッカーズ（EXエンタテイメント制作）
- 中井学の超ゴルフ学 ウィークエンドスペシャル
- 青春不敗〜G7のアイドル農村日記〜
- ケイ山田の英国庭園便り
- かみばな
- 情報TV! 女の時間 〜大人の女子力アップナビ〜
- とことん紀行
- 未来ビジョン 元気出せ!ニッポン!
- Timeless
- ビックカメラ タイムセールTV
- 建築家のアスリートたち
- 中井学のゴルフ新理論
- INsideAsiA
- BS11 NEWS
- 本格報道 INsideOUT
- ウィークリーニュースONZE
- 報道ライブ21 INsideOUT
  - 「現代ビジネス講座」世界を知る力 ※金曜 21:00 - 21:54
- マルガリン銀行
- EBiDANボンバー
- 宮崎美子のすずらん本屋堂
- 柳家喬太郎のようこそ芸賓館
- おしえて!家電の神様
- 関根勤 KADENの深い夜
- ハワイ新発見〜楽園の島々をたずねて〜
- とことん歴史紀行
- 世界豪華客船紀行
- 地球いきもの大図鑑
- 日本ほのぼの散歩
- 至福の癒し旅〜美しき世界へ〜
- 楽しさいっぱい写真旅
- 世界豪華列車の旅
- 乙女の天然水
- 街と祭りと路面電車
- 神秘なる宇宙
- 尾上松也の古地図で謎解き! にっぽん探究
- 柳家喬太郎のイレブン寄席（第2・3水曜 23:00 - 23:54）
- あのスターにもう一度逢いたい
- 世界の国境を歩いてみたら…
- 歴史科学捜査班
- 中小企業ビジネスジャーナル
- どっぷりアプリ
- 虹のコンキスタドールが本気出しました!?～Next Stage～
- ラランド「有象無象SHOW」
- アプリ学院!（火曜 23:00 - 23:30。2021年10月5日から放送。出演者の不祥事により、2022年7月19日放送分で終了）[39]
- タカラベnews&talk
- グラドル向上委員会〜森咲智美と大人の遊び〜
- 植田鳥越 口は〇〇のもとTV
- 偉人・素顔の履歴書
- TOKIO城島 ほのぼの茂（ABCテレビ制作、制作局では2023年現在も放送中）
- 宝塚カフェブレイク（TOKYO MX制作、制作局では2023年現在も放送中）

### 情報・エンタメ・音楽
- 22/7 計算中
- 22/7 検算中

### 映画
- 土曜シネマ（土曜 20:00 - 22:00）
- 日曜名画座
- 火曜シネマ 昭和喜劇シリーズ（火曜19:00 - 20:58。2018年4月 - 9月は『社長シリーズ』、2018年10月 - 2019年3月は『駅前シリーズ』、2019年4月 - 9月は『クレージー映画』をそれぞれ放送）
- 水曜シネマ 昭和喜劇シリーズ（水曜19:00 - 20:58。『火曜シネマ～』の姉妹番組で、ザ・ドリフターズ主演の松竹映画『全員集合! シリーズ』を放送）

### 音楽
- ミュージック☆ロード（土曜 22:00 - 22:30）
- あなたが出会った昭和の名曲
- 八代亜紀いい歌いい話

### スポーツ
- プロ野球まるごと中継 熱闘!BS11ナイター・埼玉西武ライオンズ戦
- 断然 パ・リーグ主義!!・東北楽天ゴールデンイーグルス戦（スカイ・A sports+とサイマル放送。球団制作の映像・実況を使用）、千葉ロッテマリーンズ戦（ひかりTVとサイマル放送。球団制作の映像・実況を使用）
- キラリ!ジュニアゴルフ未来塾
- 中畑清 熱血!スポーツ応援団
- 岡村咲のGOLFスコアアップ
- ザ・チーム 勝利への方程式[40]
- キラボシ[41]
- マイナビ Be a booster! B.LEAGUEウィークリーハイライト
- ワールドスポーツCLIP! Supported by U-NEXT
- ワールドファイトCLIP! Supported by U-NEXT

### 紀行・教養・ドキュメンタリー
- 鉄道日和～小さな旅みつけた～
- 私たち鉄印帳はじめます。
- 旅たびですがクイズです! クルーズ船の旅
- リアル〜真実を追う180日〜

### 他局制作の番組
KBS京都
- 京のいっぴん物語
- 羽田美智子の京都専科

北海道テレビ放送
- ユメミル、アニメ「onちゃん」

東名阪ネット6共同制作
- 走る男F
- 仏像大好。

TOKYO MX
- ブシロードTCG情報局
- 月刊ブシロードTV

三重テレビ放送
- お伊勢さん
- 熊野古道〜お伊勢さんからもうひとつの聖地へ〜

千葉テレビ
- オリオンツアーpresentsガレッジセールのオリタラドコ旅

テレビ神奈川
- オーイシ・えなこの夜の✕✕

BSテレ東
- 7days backpacker

WOWOW
- 古城のまなざし
- 世界の鉄道 絶景の旅〜レイルウェイストーリー〜

J:COMテレビ
- 柏原芳恵の喫茶☆歌謡界

### ドラマ
- 国内ドラマ
  - 荒川アンダー ザ ブリッジ - 毎日放送制作
  - 大空港'92 - テレビ朝日制作
  - 赤川次郎サスペンス 泥棒に手を出すな! - テレビ東京制作
  - 私鉄沿線97分署 - テレビ朝日・国際放映制作。26話で放送終了
  - バースデイ〜こちら椿産婦人科〜 - テレビ東京・ザ・ワークス制作
  - 銭形平次（風間杜夫版） - 日本テレビ・ユニオン映画制作[注 18]
  - 裏刑事-URADEKA- - 朝日放送・松竹芸能制作
  - 豆腐屋直次郎の裏の顔 - 朝日放送・CUC制作
  - 事件・市民の判決 - テレビ東京・国際放映制作
  - 新空港物語 - テレビ朝日制作
  - 3人家族 - 松竹・木下恵介プロダクション制作
  - 氷点2001 - テレビ朝日・MMJ制作
  - 女人平家 - 朝日放送・松竹制作
  - 大捜査線シリーズ・追跡 - フジテレビ・ユニオン映画制作
  - 七人の女弁護士第1シリーズ（1991年） - テレビ朝日・PDS制作
  - 二人の世界 - TBS・松竹・木下恵介プロダクション制作
  - ショムニ - フジテレビ・共同テレビ制作
  - 大都会シリーズ - 日テレ・石原プロモーション制作
  - 恋は50を過ぎてから
- 海外ドラマ
  - SUPERNATURAL スーパーナチュラルシリーズ1〜5
  - ブラック＆ホワイト
  - キャメロット 〜禁断の王城〜
  - ラスベガス
  - 美人心計〜一人の妃と二人の皇帝〜
  - シュガーケーキガーデン〜翻糖花園〜
  - 封神演義
  - プリズン・ブレイク シーズン1～2
  - 刑事モース～オックスフォード事件簿～ シーズン1～2
- 韓国ドラマ
  - 銭の戦争
  - 銭の戦争ボーナスラウンド
  - シンドン
  - 天国への扉 -Stranger than Paradise-
  - ホテリアー
  - 恋するハイエナ
  - オークションハウス
  - イヴのすべて
  - 外科医 ポン・ダルヒ
  - オーバー・ザ・レインボー
  - 秋の童話
  - 魔王
  - 復活
  - 無敵の新入社員
  - 雪だるま
  - ミスターQ
  - ホジュン〜宮廷医官への道〜
  - 砂時計
  - いかさま師〜タチャ
  - 私の名前はキム・サムスン
  - 白い巨塔
  - グリーンローズ
  - ごめん、愛してる
  - 乾パン先生とこんぺいとう
  - 京城スキャンダル
  - 新入社員 Super Rookie
  - ファンタスティック・カップル
  - キツネちゃん、何しているの?
  - 青春の罠
  - 思いっきりハイキック
  - 星を射る
  - ファッション70's
  - このろくでなしの愛
  - 拝啓、ご両親様
  - お隣さんは元ダンナ
  - Dr.ギャング 〜ろくでなしの恋〜
  - 愛もリフィルできますか?
  - 結婚しよう!〜Let's Marry〜
  - 風の国
  - チング 〜愛と友情の絆〜
  - 危機一髪!プンニョンマンション
  - 私に嘘をついてみて
  - パラダイス牧場
  - 妻の誘惑
    - 二人の妻
    - 妻が帰ってきた〜復讐と裏切りの果てに〜

  - ロードナンバーワン
  - ジャングル・フィッシュ
  - 名家
  - ランニング 〜夢のその先に〜
  - バーディーバディ
  - タルジャの春
  - ミセス・タウン
  - 風の絵師
  - 緑の馬車
  - 素直に恋して 〜たんぽぽ三姉妹〜
  - シティーホール
  - ラブ・ミッション〜スーパースターと結婚せよ!〜
  - エンジョイライフ
  - ロマンス・ゼロ
  - ブレイン 愛と野望
  - その女が恐ろしい〜屈辱と復讐の果てに〜
  - 女が二度化粧をするとき
  - 神のクイズシーズン1、2
  - 屋根部屋の猫
  - あなたを愛してます
  - 赤道の男
  - 千回のキス
  - ロー・ファーム
  - 大王世宗
  - 負けたくない!
  - ファッション王
  - 天使の誘惑
  - 約束の恋人
  - Loving You
  - 素敵な人生づくり

### アニメ
BS11が製作委員会に参加した作品はCategory:BS11のテレビアニメを参照されたい。

### 通信販売
- QVC

### 知求チャンネルの主な番組
- 世界遺産への旅
- 伝説のエド・サリヴァン・ショー
- チャップリン短編コメディー集（過去にNHKで放送されたもの。活動弁士：永井一郎）
- ゲームでGO!!
- Dr.コパの夢をかなえ富（ロマン）を築く風水術〜開運マイホーム〜
- 母と子のアニメ英会話 「うさぎのマイロ」
- 母と子のアニメ英会話 「チャーリィとこぐまのミモ」
- ニュース映画に見る昭和
- 世界の鉄道 〜旅と模型〜
- ガバちゃんの当選マル秘術
- 生きる×2（民間放送教育協会制作）
- 毎日新聞データ・ニュース
- Mr.ビーン

放送終了時
2007年9月30日24時（10月1日0時）をもって知求チャンネルでの放送が終了したが、その時はDr.コパの番組が放送されていた。その後「放送終了のお知らせ」というクレジットで「これまでご愛顧に感謝するとともに、ご理解いただくようお願いします。日本BS放送は12月1日よりデジタルハイビジョン局として生まれ変わります」というテロップでのお知らせを放送。BS11のプロモーション映像を流して「放送終了のお知らせ」を再度放送し、その後停波した。

## アナウンサー
女性
- 八木菜緒（元文化放送アナウンサー、2018年4月 - [42]）
  - 2020年8月半ばから、出産準備の為、産休に入る。

### 元アナウンサーほか
☆は遅くとも2016年3月まで「アナウンサー」として公式サイトに掲載されていた人物。阪中香織を除きいずれも契約出演で、所属事務所は別である。2016年春の改編で報道番組を刷新した関係で、公式サイトから「アナウンサー紹介」ページが削除された。
男性
- さとう一声（元テレビ朝日アナウンサー、オフィスケイアール所属）

女性
- 小山内智子（元青森朝日放送アナウンサー、オールウェーブ・アソシエツ所属）
- 山本ミッシェールのぞみ（元NHK記者、メリディアンプロモーション所属。そのほか、NHKワールドの英語ニュースも担当している）
- レイチェル・チャン（元長野放送アナウンサー、FM BIRD所属）
- 八木田幸恵（元テレビ金沢およびJ-WAVEアナウンサー）
- 茂野えり子（元NHK宇都宮放送局契約キャスター、ワイエムオフィス所属）
- 吉井歌奈子（元東海テレビアナウンサー、三桂所属）
- 阪中香織（テレビ朝日アスク出身、元tvk『みんなが出るテレビ』女子大生リポーター。日本BS放送唯一の直接雇用アナウンサーだった）
- 伊藤敬子（元富山テレビアナウンサー、ライトハウス所属）
- 野中美里（元新潟テレビ21およびテレビ神奈川アナウンサー、エス・オー・プロモーション所属）
- 南波糸江（元生島企画室所属）
- 福原奈見（元テレビ埼玉契約ほか、シー・フォルダ所属）
- 田代あい（元青森放送アナウンサーほか、フリーアナウンサー・クラブ所属）
- 坂本安代（元日経CNBCキャスターほか、グリーンメディア所属）
- 川添永津子（元テレビ愛媛アナウンサー、圭三プロダクション所属・現在はTBSテレビ｢ひるおび!｣リポーター）
- 深津瑠美（元岡山放送アナウンサーほか、キャスト・プラス所属）
- 金本美紀（元山形放送アナウンサーほか、ニチエンプロダクション所属）
- 曽宮一恵（元仙台放送アナウンサーほか、ニチエンプロダクション所属）
- 渡名喜織恵（ライムライト所属）
- 黒塚まや（元テレビ山梨アナウンサーほか、キャスト・プラス所属）
- 田野辺実鈴（旧姓・徳光、元TOKYO MX）

キャスター
- 小田恵子（元山陽放送アナウンサー、プラネット・ドゥ・プランセス代表取締役社長）

## 不祥事

### BPOの放送倫理違反
日本BS放送（BS11）で、2011年1月から3カ月間放送された「“自”論対論 参議院発」では、自民党の山本一太、丸川珠代両参議院議員が司会を務め、毎回、自民党の参議院議員をゲストに招いて討論を行った。これについて、放送倫理・番組向上機構（BPO）の放送倫理検証委員会は、2011年6月30日に、「3か月にわたって同一の政党に属する議員が司会者とゲストを占めるという形式で放送され、一党一派に偏して政治的公平性を損なっており、放送倫理に違反する」とする意見書を公表した。自民党議員に番組制作を事実上丸投げしていたも同然の状態で、日本BS放送が政治的公平性を確保するための工夫を差し挟む余地がなかったとも指摘した。日本BS放送は「意見を真摯に受け止めてさらなる公平性のあり方の検証や議論を進めていきたいと思います」とのコメントを発表した。